# Mohammed Chaouch
Mohammed Chaouch (Berkane, 12 dicembre 1966) è un ex calciatore marocchino, di ruolo centrocampista.

## Carriera
Ha militato negli anni '90 in varie squadre francesi e ha fatto parte della Nazionale marocchina al Campionato mondiale di calcio 1994.